# Freestyle-Skiing-Weltmeisterschaften 2003
Die 10. Freestyle-Skiing-Weltmeisterschaften fanden vom 29. Januar bis 1. Februar 2003 in Deer Valley, USA statt.

## Männer

### Aerials
Von 30 Startern qualifizierten sich 12 für die Finalrunde.
| Platz | Land       | Sportler             |
| ----- | ---------- | -------------------- |
| 1     | Russland   | Dmitri Archipow      |
| 2     | Belarus    | Aljaksej Hryschyn    |
| 3     | Kanada     | Steve Omischl        |
| 4     | Ukraine    | Enwer Ablajew        |
| 5     | Ukraine    | Stanislaw Krawtschuk |
| 6     | USA        | Jeret Peterson       |
| 7     | Tschechien | Aleš Valenta         |
| 8     | USA        | Eric Bergoust        |
| 9     | China      | Ou Xiaotao           |
| 10    | Belarus    | Dsmitryj Rak         |

| Qualifikation: 30. Januar 2003 |
| Datum: 1. Februar 2003         |
| Renato Ulrich (16.)            |
| Martin Walti (17.)             |
| Christian Rijavec (18.)        |

### Moguls
Von 35 Startern überstanden 16 die Qualifikationsrunde.
| Platz | Land       | Sportler        |
| ----- | ---------- | --------------- |
| 1     | Finnland   | Mikko Ronkainen |
| 2     | USA        | Jeremy Bloom    |
| 3     | USA        | Toby Dawson     |
| 4     | USA        | Travis Mayer    |
| 5     | Frankreich | Guilbaut Colas  |
| 6     | USA        | Travis Cabral   |
| 7     | Kanada     | Stéphane Rochon |
| 8     | Finnland   | Lauri Lassila   |
| 9     | Finnland   | Janne Lahtela   |
| 10    | Australien | Adrian Costa    |

| Qualifikation: 29. Januar 2003 |
| Datum: 31. Januar 2003         |
| Christoph Stark (13.)          |
| Gerhard Blöchl (15.)           |
| Grischa Weber (18.)            |
| Marco Hofstetter (26.)         |

### Dual Moguls
Beim Parallelwettbewerb traten 40 Freestyler an. 32 erreichten das Achtelfinale, 16 das Viertelfinale (alle Platz 9), ab dem um die Plätze 1 bis 8 gekämpft wurde.
| Platz | Land     | Sportler                  |
| ----- | -------- | ------------------------- |
| 1     | USA      | Jeremy Bloom              |
| 2     | Japan    | Yugo Tsukita              |
| 3     | USA      | Toby Dawson               |
| 4     | Finnland | Janne Lahtela             |
| 5     | Kanada   | Stéphane Rochon           |
| 6     | Schweden | Fredrik Fortkord          |
| 7     | Finnland | Tapio Luusua              |
| 8     | Kanada   | Pierre-Alexandre Rousseau |

| Datum: 1. Februar 2003 |                       |
| Schweiz                | Marco Hofstetter (9.) |
| Deutschland            | Grischa Weber (17.)   |
| Deutschland            | Christoph Stark (17.) |
| Deutschland            | Gerhard Blöchl (17.)  |

## Frauen

### Aerials
Von 22 Startern erreichten 12 die Finalrunde.
| Platz | Land       | Sportler          |
| ----- | ---------- | ----------------- |
| 1     | Australien | Alisa Camplin     |
| 2     | Kanada     | Veronika Bauer    |
| 3     | Kanada     | Deidra Dionne     |
| 4     | Kanada     | Veronica Brenner  |
| 5     | China      | Guo Xinxin        |
| 6     | Russland   | Anna Sukal        |
| 7     | Russland   | Olga Koroljowa    |
| 8     | USA        | Kate Reed         |
| 9     | Schweiz    | Evelyne Leu       |
| 10    | Australien | Elizabeth Gardner |

| Qualifikation: 30. Januar 2003 |
| Datum: 1. Februar 2003         |
| Manuela Müller (14.)           |

### Moguls
Von 29 Starterinnen erreichten 16 die Finalrunde.
| Platz | Land       | Sportler            |
| ----- | ---------- | ------------------- |
| 1     | Norwegen   | Kari Traa           |
| 2     | USA        | Michelle Roark      |
| 3     | Kanada     | Stéphanie St-Pierre |
| 4     | USA        | Shannon Bahrke      |
| 5     | Norwegen   | Ingrid Berntsen     |
| 6     | Kanada     | Elisa Kurylowicz    |
| 7     | Tschechien | Nikola Sudová       |
| 8     | Kanada     | Kristi Richards     |
| 9     | Kanada     | Tami Bradley        |
| 10    | Frankreich | Sandra Laoura       |

| Qualifikation: 29. Januar 2003 |
| Datum: 31. Januar 2003         |
| Jenny Kittstein (20.)          |
| Margarita Marbler (23.)        |

### Dual Moguls
Zum Wettbewerb traten 28 Skierinnen an. Die besten 16 überstanden die Qualifikation, die anderen wurden als 17. gewertet. Die Hälfte von ihnen wiederum schied im Achtelfinale aus (alle Platz 9). Die Plätze 1–8 (Viertelfinale) wurden in direkten Vergleichen einzeln ermittelt.
| Platz | Land       | Sportler             |
| ----- | ---------- | -------------------- |
| 1     | Norwegen   | Kari Traa            |
| 2     | Russland   | Marina Tscherkassowa |
| 3     | USA        | Shannon Bahrke       |
| 4     | Norwegen   | Ingrid Berntsen      |
| 5     | Australien | Maria Despas         |
| 6     | Japan      | Tae Satoya           |
| 7     | Kanada     | Tami Bradley         |
| 8     | Spanien    | Cristina Rabadan     |
| 9     | Tschechien | Nikola Sudová        |
| 10    | USA        | Jillian Vogtli       |

| Datum: 1. Februar 2003 |
| Jenny Kittstein (17.)  |

## Medaillenspiegel
| Platz  | Land       |   |   |   |    |
| ------ | ---------- | - | - | - | -- |
| 1      | Norwegen   | 2 | – | – | 2  |
| 2      | USA        | 1 | 2 | 3 | 6  |
| 3      | Russland   | 1 | 1 | – | 2  |
| 4      | Finnland   | 1 | – | – | 1  |
| 4      | Australien | 1 | – | – | 1  |
| 6      | Kanada     | – | 1 | 3 | 4  |
| 7      | Belarus    | – | 1 | – | 1  |
| 7      | Japan      | – | 1 | – | 1  |
| Gesamt | Gesamt     | 6 | 6 | 6 | 18 |